# Erlenkopf (Mittlerer Pfälzerwald)
Der Erlenkopf ist ein 552,9 m ü. NHN hoher Berg im mittleren Pfälzerwald in der Nähe des Forsthauses Taubensuhl (Landauer Stadtwald). Als Teil des Biosphärenreservates Pfälzerwald-Vosges du Nord unterliegt er besonderen Schutzbestimmungen.

## Geographie

### Geographische Lage
Der Erlenkopf ist Teil eines langgezogenen Höhenrückens, der sich durch das Zentrum des Mittleren Pfälzerwaldes vom Steigerkopf im Osten über das Hochplateau des Taubensuhls bis zum Eschkopf im Nordwesten erstreckt. Während der nordöstliche Teil des Erlenkopfes in den Landkreis Südliche Weinstraße hineinragt, befindet sich ein Großteil seiner Fläche im Gebiet des Landauer Stadtwaldes; dieser bildet zum übrigen Gebiet der Stadt Landau eine nordwestlich gelegene Exklave, die von der Kernstadt etwa 15 Kilometer Luftlinie entfernt ist. Außer dem Landauer Forsthaus bzw. dem Forsthaus Taubensuhl, das etwa 2 Kilometer westlich des Berges liegt, wird das nähere und weitere Umfeld des Erlenkopfes von ausgedehnten, dichten Wäldern eingenommen, die nicht besiedelt sind. Die nächstgelegene Dauersiedlung ist die etwa 6 Kilometer südlich gelegene Gemeinde Eußerthal; noch weiter im Süden befindet sich in einer Entfernung von etwa 10 Kilometern die im Tal der Queich gelegene Kurstadt Annweiler.

### Dominanz und Schartenhöhe
Aufgrund der morphologischen Struktur des zentralen Pfälzerwaldes (siehe Abschnitt „Geographische Lage“) weisen Dominanz und Schartenhöhe bzw. Prominenz des Erlenkopfes nur relativ geringe Werte auf. Seine Höhe von 553 m ü. NHN entspricht ungefähr auch der durchschnittlichen Höhe des Mittleren Pfälzerwaldes, so dass der Hahnenkopf mit 554 m ü. NHN als nächstgelegener höherer Gipfel auch nur zwei Kilometer Luftlinie entfernt ist (Dominanz des Erlenkopfes).
Zieht man vom Erlenkopf eine Verbindungslinie auf größtmöglicher Höhe (Bergkamm) zum nächsthöheren Gipfel, so ist dies wiederum der Hahnenkopf. Der tiefste Punkt auf dieser Linie ist die „Scharte“ mit dem Freßwasen, einem Bergsattel auf 471 m ü. NHN. Die Differenz zwischen der Höhe des Erlenkopfes und der des Freßwasens beträgt 82 Meter (= Schartenhöhe bzw. Prominenz des Berges); dieser relativ niedrige Wert und damit die geringe Prägnanz des Erlenkopfes erklärt sich durch die oben beschriebenen morphologischen Bedingungen im Mittleren Pfälzerwald.

### Gewässer
Der Erlenkopf empfängt aufgrund von Steigungsniederschlägen überdurchschnittlich hohe Niederschlagsmengen von mehr als 1100 mm Jahresniederschlag (Forsthaus Taubensuhl 1125 mm) und ist deshalb Quellgebiet einer Reihe kleinerer und größerer Fließgewässer. Dabei bildet der vom Steigerkopf bis zum Eschkopf reichende Höhenzug eine Wasserscheide zwischen Speyerbach im Norden und Queich im Süden, die beide in östlicher Richtung zur Rheinebene hin abfließen.

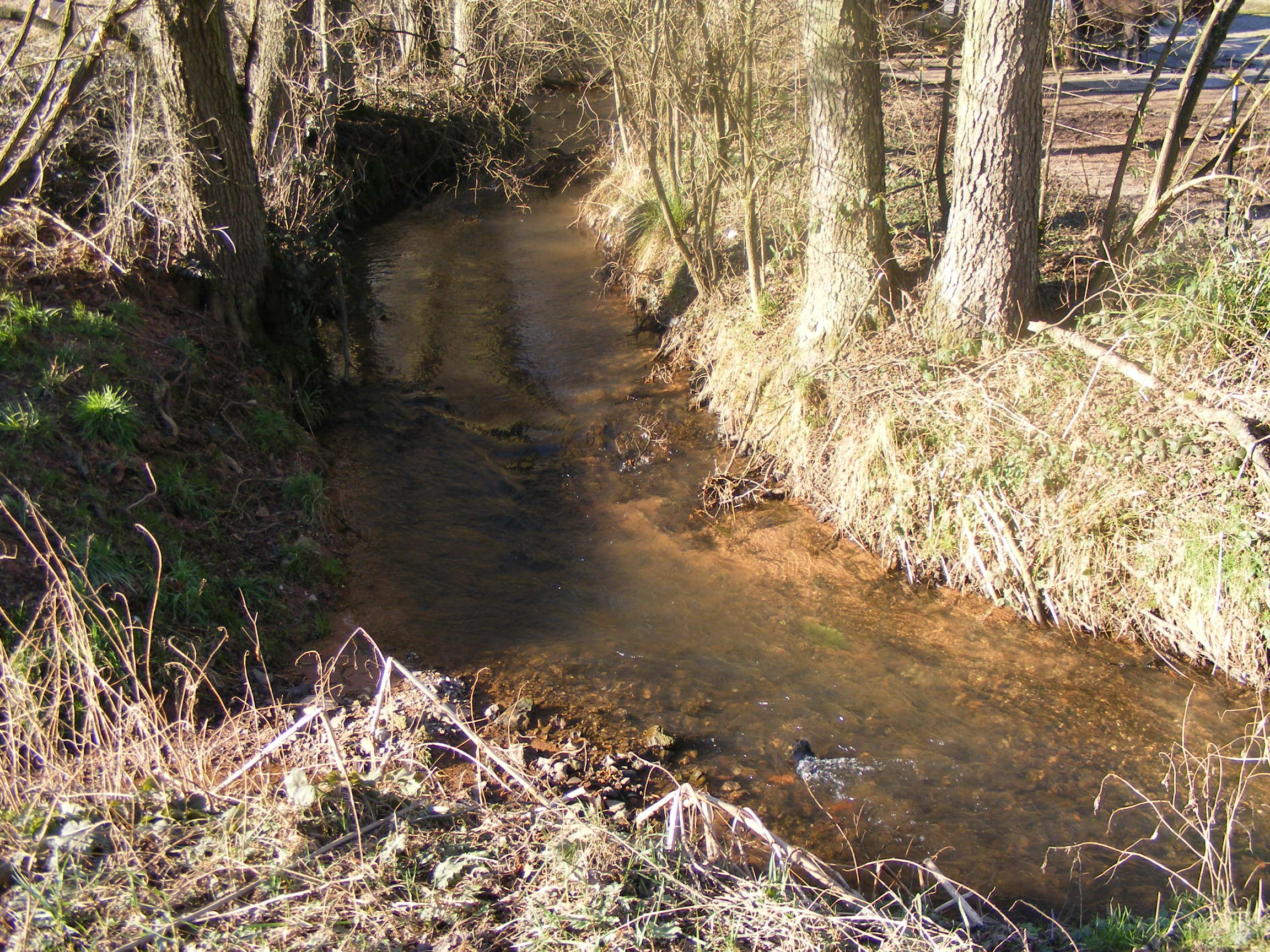
Der Eußerbach südlich von Eußerthal

Direkt unterhalb des Erlenkopfes entspringt der Dörenbach; er fließt nach Süden und hat sich in einem Kerbtal tief in das Buntsandsteinpaket eingegraben. Nach etwa 6 Kilometern mündet er bei Eußerthal in den Eußerbach, der nach weiteren 5 Kilometern als Eisbach bei Albersweiler in die Queich fließt. Nördlich des Erlenkopfes befindet sich das ebenfalls tief eingeschnittene Kerbtal des Grobsbaches, das als Stilles Tal nach etwa 5 Kilometern bei der Hornesselwiese den Helmbach erreicht. Dieser mündet dann nach weiteren 5 Kilometern östlich von Elmstein in den Speyerbach.

## Geologie

### Entstehung
Der Erlenkopf wird durch Gesteine des Buntsandsteins gebildet, die zu Beginn der Trias (251–243 Millionen Jahre) bei vorwiegend wüstenhaften Bedingungen abgelagert wurden. Diese Gesteinsschichten erfuhren im Paläogen (65–23,8 Millionen Jahre) während der Bildung des Oberrheingrabens tektonisch bedingte Umlagerungen, die unter anderem zur Aufwölbung, Verschiebung und Schrägstellung des Gesteins führten. Aus diesem Sandsteinpaket wurde in der Folge (23,8–0,01 Millionen Jahre) durch Verwitterungs- und Abtragungsprozesse die heutige Oberflächengestalt des Pfälzerwaldes und damit auch der Bergrücken des Erlenkopfes herausmodelliert.

### Aufbau (Stratigraphie)
Aufgebaut ist der Erlenkopf in erster Linie von Gesteinsschichten des Unteren und Mittleren Buntsandsteins. Da diese schräggestellt sind (vgl. Abschnitt Entstehung) und von Ost nach West absinken, sind am Erlenkopf die Schichten des Unteren Buntsandsteins schon in geringerer Höhe anzutreffen als dies weiter östlich zum Beispiel in der Haardt der Fall ist. Dabei dominieren bis in Höhen von etwa 450 m ü. NHN Formationen der Rehberg- und Schlossbergschichten das Relief, in denen sich kleinräumige Felszonen mit dünnen Tonschichten abwechseln, wobei letztere häufig als Quellhorizont fungieren.
Diese Formationen werden im Gipfelbereich des Erlenkopfes ab etwa einer Höhe von 450 m ü. NHN durch Gesteine des Mittleren Buntsandsteins vor allem der Karlstalschichten überdeckt. Charakteristisch sind grau- bis hellrote Mittel- und Grobsandsteine, die durch Verkieselung eine besondere Festigkeit besitzen und häufig als harte Felsblöcke an die Oberfläche treten.

### Oberflächengestalt (Geomorphologie und Topographie)

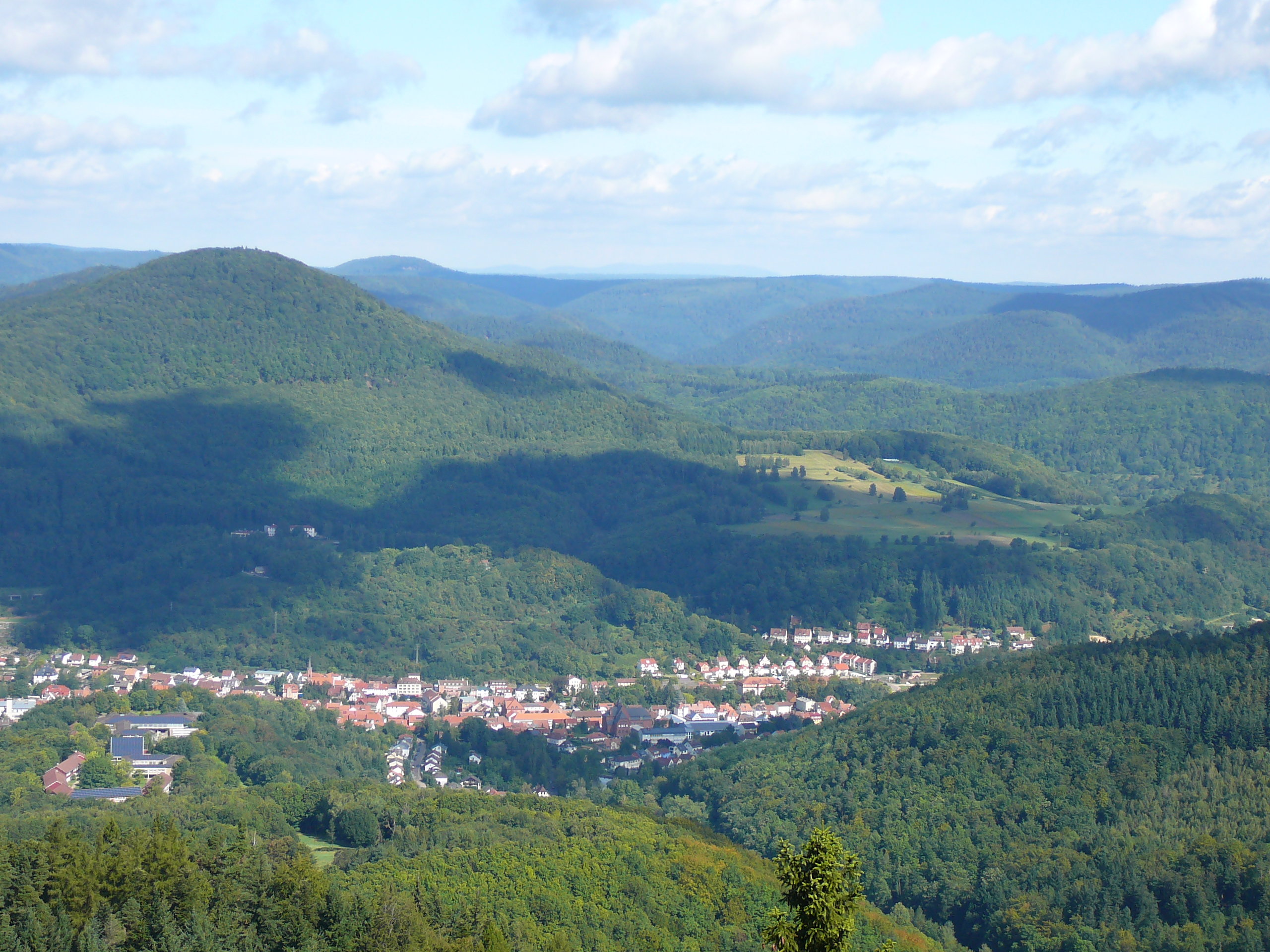
Blick vom Rehberg nach Norden: Im Mittelgrund Großer Adelberg, im Hintergrund Hochplateau des Taubensuhls mit Erlenkopf

Die Oberflächengestalt des Erlenkopfes wird durch hochflächenartige Strukturen der Rehberg- und Schlossbergschichten gebildet, auf denen eine aus den Karlstalschichten bestehende kegelförmige Gipfelkuppe von etwa 100 Metern Höhe mit steilen Abhängen aufgesetzt ist. Diese Gipfelkuppe besitzt eine ovale Grundfläche mit einem Durchmesser von etwa einem Kilometer. Ausgehend von der „Typologie von Berg- und Felsformen im Wasgau“ nach Geiger könnte der Erlenkopf deshalb am ehesten der Kategorie „Kegelrückenberg“ zugeordnet werden.

## Klima

### Temperatur
Der Erlenkopf wird wie auch der übrige Pfälzerwald hauptsächlich von atlantischen Einflüssen mit mäßig warmen und feuchten Luftmassen geprägt. So beläuft sich seine mittlere Jahrestemperatur laut Klimaatlas Rheinland-Pfalz auf etwa 7 bis 8 Grad Celsius, wogegen im Vergleich Haardtrand und Rheinebene – zusätzlich begünstigt durch Föhneffekte – mit einer deutlich höheren Jahresmitteltemperatur von 9 bis 10 Grad Celsius zu rechnen haben.

### Niederschlag
Feuchte Luftmassen, die vorwiegend aus Westen einströmen, werden im Gebiet von Taubensuhl und Erlenkopf zum Aufsteigen gezwungen, so dass es zu vermehrter Wolkenbildung und überdurchschnittlich hohen Niederschlägen kommt (Luv-Effekte). Besonders aussagekräftig sind dabei Daten der nur 2 Kilometer westlich gelegenen Messstelle am Forsthaus Taubensuhl, an der ein durchschnittlicher Jahresniederschlag von 1125 mm gemessen wurde. Auch die Werte weiter nordwestlich (Leimen 1071 mm) oder nördlich gelegener Stationen (Johanniskreuz 1005 mm) weisen tendenziell in die gleiche Richtung.

### Wind
Die Windverhältnisse im Gebiet des Erlenkopfes spiegeln diese atlantische Prägung ebenfalls wider: Es herrschen schwache bis mäßige Luftbewegungen, wobei die durchschnittliche Jahreswindstärke in 100 Meter über Grund laut Windatlas Rheinland-Pfalz bei 5,0 bis 5,5 m/s liegt und Windrichtungen aus West und Südwest mit einer Häufigkeit von jeweils ungefähr 25 Prozent überwiegen.

### Bioklimatische Aspekte
Aus bioklimatischer Sicht lässt sich das Klima der Region um Erlenkopf und Taubensuhl in tieferen und mittleren Lagen als reizschwaches Schonklima mit ausgeglichenen Temperaturen, mäßiger Luftfeuchtigkeit und hoher Luftreinheit einstufen. Dieser Klimatyp hat unter anderem positive Auswirkungen auf Atemwegserkrankungen, rheumatische Beschwerden und Allergien. In höheren Lagen ist der Organismus dagegen stärkeren Reizen ausgesetzt, so dass hier von einem mäßigen Reizklima gesprochen werden kann. Dabei werden nicht nur die oben genannten Gesundheitsstörungen, sondern zusätzlich auch Herz-Kreislauf-Erkrankungen und Depressionen positiv beeinflusst.

## Anbindung
Entlang seiner Südflanke verläuft der Fernwanderweg Franken-Hessen-Kurpfalz.